# Bobby Hull

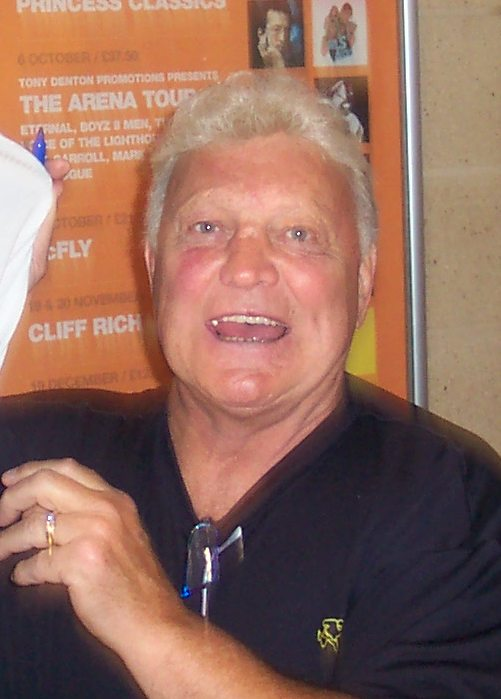
Bobby Hull

Robert Marvin "Bobby" Hull (Belleville (Ontario), 3 januari 1939 – 30 januari 2023) was een Canadese ijshockeyspeler. 
Hij wordt beschouwd als een van de grootste ijshockeyspelers van alle tijd en misschien wel de grootste linkervleugelspeler ooit. Hull was beroemd om zijn blonde haren, schaatssnelheid en schot, wat hem de bijnaam "The Golden Jet" opleverde. Hij beschikte over het meest gevreesde slapshot van zijn tijd. In zijn 23 jaar in de National Hockey League en World Hockey Association speelde hij voor de Chicago Blackhawks, Winnipeg Jets en de Hartford Whalers. Hull werd in 1983 opgenomen in de Hockey Hall of Fame.
- International Standard Name Identifier: 0000 0000 8480 2596
- Library of Congress Control Number: n50029445
- Nationale Bibliotheek van Letland: 000347316
- Nationale Bibliotheek van Tsjechië: jo20231176206
- Nederlandse Thesaurus van Auteursnamen: 32236874X
- Trove: 823491
- Virtual International Authority File: 117618007
- WorldCat: E39PBJgMvYHwqYyPKkhvjM9VYP